# Biljana Filipović
Biljana Filipović épouse Bandelier, née le 12 janvier 1986 à Belgrade en Yougoslavie, est une joueuse serbe de handball, évoluant au poste d'arrière gauche. Elle est la sœur de la joueuse Ivana Filipović.
Internationale serbe, elle remporte une médaille d'argent au championnat du monde 2013 puis termine 4e du Championnat d'Europe.

## Carrière
Formée au ŽRK Naisa Niš, Biljana Filipović rejoint le CJF Fleury Loiret Handball à l'été 2008 avant de s'engager pour Arvor 29 en 2010. Dans la foulée de son titre de champion en 2012, Arvor 29 dépose le bilan. Après une saison en Turquie au Üsküdar BSK, elle rejoint l'OGC Nice Côte d'Azur Handball pour la saison 2013-2014. Elle quitte Nice après deux saisons pour rejoindre le club hongrois de Fehérvár KC . En décembre 2018, il revient en France au Toulon Saint-Cyr Var Handball en tant que joker médical jusqu'à la fin de la saison 2018/19.

## Palmarès

### En club
Compétitions internationales
- Vainqueur de la Coupe d'Europe Challenge (C4) en 2007 avec ŽRK Naisa Niš[6]

Compétitions nationales
- Vainqueur du Championnat de Serbie en 2008 avec ŽRK Naisa Niš
- Vainqueur du Championnat de France en 2012 avec Arvor 29
- Vainqueur de la Coupe de la Ligue en 2012 avec Arvor 29

### En sélection
- 4e au championnat d'Europe 2012 en Serbie[7]
- Médaille d'argent au championnat du monde 2013 en Serbie[8]